# Kolaios

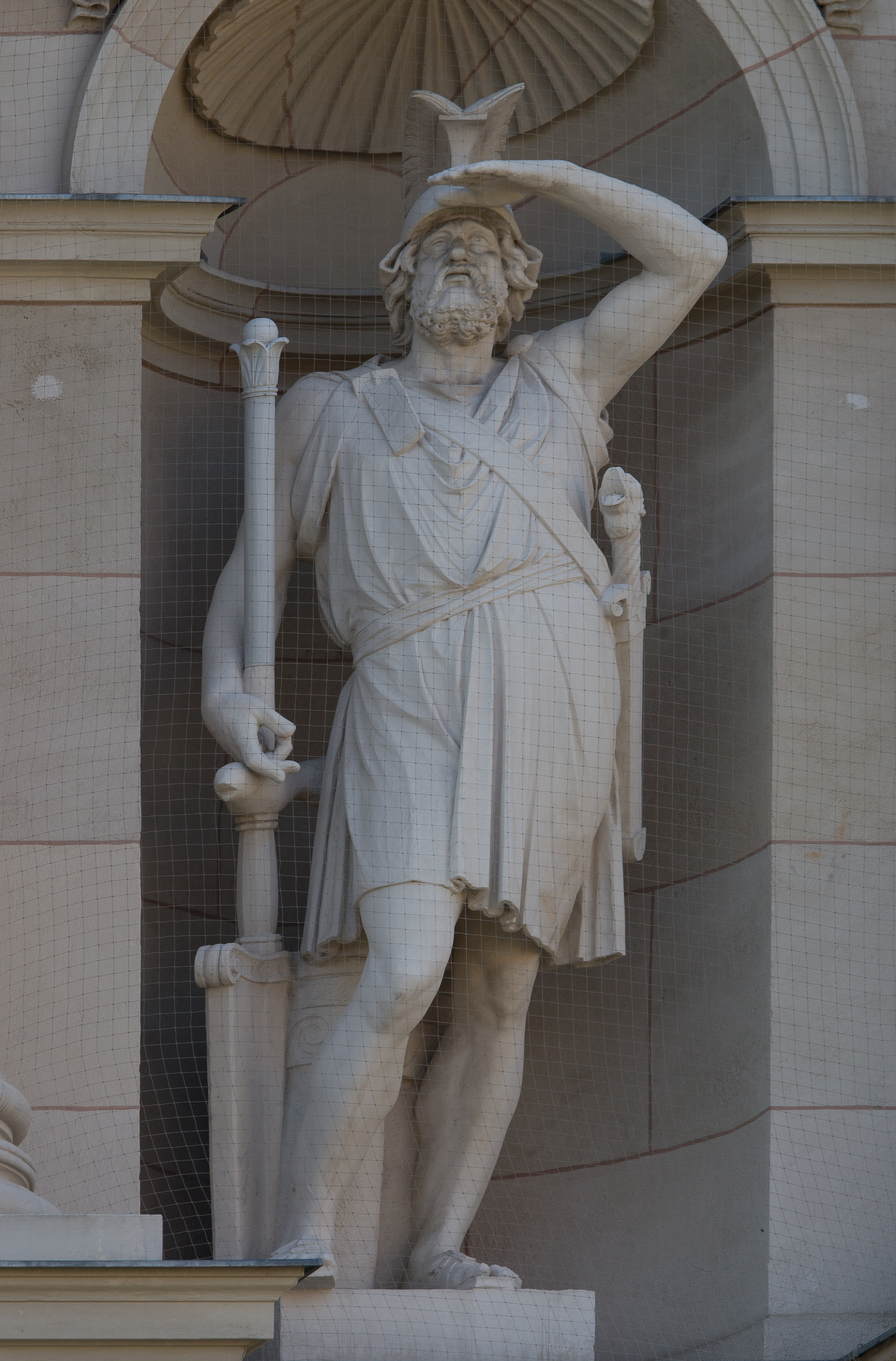
Alois Düll, Kolaios-Figur als Fassadenfigur am Naturhistorischen Museum in Wien

Kolaios (altgriechisch Κωλαῖος; lateinisch Colaeus) war ein griechischer Händler, Seefahrer und Schiffseigner aus Samos.
Laut Herodot (Hdt. IV 152) geriet er auf einer Fahrt von Griechenland nach Ägypten in einen Sturm und wurde bis hinter die „Säulen des Herakles“, d. h. die Meerenge von Gibraltar, getrieben. Als erster Grieche sei er im Hafen von Tartessos gelandet, jener silberreichen Stadt nahe dem heutigen Cádiz. Dort habe Kolaios einen äußerst gewinnbringenden Handel abschließen können, so dass er mit einem Profit von 60 Talenten in die Heimat zurückgekehrt sei. Ein Zehntel des Gewinns verwendete er für die Fertigung eines Greifenkessels, den er als Weihgeschenk dem Hera-Tempel in Samos stiftete.
Der Reisebericht des Kolaios gilt der Forschung als authentisch, insbesondere aufgrund der Funde westphönizischer Elfenbeinkämme in Samos. In der Regel wird die Reise in die 630er v. Chr. datiert.